# Kenneth Zinck
Pour les articles homonymes, voir Zinck.
Kenneth Vincent Zinck est un syndicaliste et homme politique fidjien.

## Biographie
Candidat malheureux pour le Parti travailliste dans la circonscription « ouverte » (non ethnique) de Suva aux élections législatives fidjiennes de 1999, il est l'un de ceux qui quittent ensuite le parti pour fonder le Nouveau parti travailliste de l'unité (NPTU), créé par Tupeni Baba lorsque celui-ci ne parvient pas à être élu chef du Parti travailliste. Avec cette étiquette, Kenneth Zinck se présente avec succès dans la circonscription ethnique de Suva, réservée aux candidats issus des « électeurs généraux » (les citoyens appartenant aux petites minorités ethniques du pays), pour les élections de 2001. Le parti obtient deux députés, Kenneth Zinck et Ofa Swann, qui sont alors en désaccord sur la ligne à tenir à la Chambre des représentants. Le premier accepte d'être nommé ministre du Travail dans le gouvernement de coalition de droite et d'extrême-droite de Laisenia Qarase, tandis que le second, fidèle aux directives du parti, préfère siéger sur les bancs de l'opposition parlementaire. Le NPTU tente alors d'expulser Kenneth Zinck, sans succès.
Adoptant la ligne du gouvernement dont il est membre, Kenneth Zinck en 2002 accuse les entreprises asiatiques aux Fidji d'employer trop d'ouvriers asiatiques immigrés, y compris des immigrés clandestins, aux dépens des chômeurs autochtones en recherche d'emploi. Cette même année, il déplore que le droit de grève soit trop généreux, et souhaite pouvoir dissoudre les syndicats qui organisent des grèves illégales, ainsi que faire emprisonner leurs responsables. En 2004, la Haute Cour des Fidji le reconnaît coupable d'avoir illégalement entravé le droit de grève de membres de trois syndicats du service public. Dans le même temps, il apparaît souvent dans les médias en raison de sa présence, ukulélé à la main, parmi les supporters de l'équipe des Fidji de rugby à sept à travers le monde.
Pour les élections de 2006, le NPTU choisit de faire alliance avec le Parti travailliste. Kenneth Zinck quitte alors le parti, et se présente sans étiquette dans sa circonscription ; il est très largement battu par la candidate du Parti des peuples unis, Bernadette Ganilau.
En septembre 2011, se disant persécuté par le régime militaire de Frank Bainimarama, il émigre en Australie.